# 味な歳時記 池波正太郎その世界
味な歳時記 池波正太郎その世界（あじなさいじき いけなみしょうたろうそのせかい）は、ニッポン放送と朝日放送ラジオで放送されているラジオ番組。
2006年度は2006年（平成18年）10月7日から2007年（平成19年）3月31日にかけて放送された。
2007年度は2007年（平成19年）10月7日から放送開始。

## 出演者
- 栗村智 （ニッポン放送アナウンサー）

## 放送時間
- 東京・ニッポン放送 毎週土曜日 20:00～20:30　（2007年度は日曜19:30～20:00の放送。）
- 大阪・朝日放送 毎週土曜日 21:00～21:29（ABCプレミアムボックス・土曜日枠）

## 内容
- 池波正太郎は、自作の「鬼平犯科帳」や「剣客商売」等の文学作品にグルメに関するエピソードを絡ませている他、グルメのエッセイを多数発表している。
- この番組では、池波の著した作品の中から、グルメに関連するエピソードを栗村が朗読しながら、それに関する食材・料理の話題・情報を提供する。また池波と親交が深かった料理店の関係者を栗村が訪ねて、その食材・料理に関するインタビューをするコーナーもある。
- 毎週、スポンサーの菊正宗から、高級日本酒のプレゼントがある。
- 池波原作のグルメエッセーが取り上げられた番組としては、NHK・ラジオ深夜便で1997年ごろにアンカーコーナーで放送された「味なサウンド」がある。

## 取り上げた食材・料理

### 2006年度
- 放送日はABCラジオを基準

1. 2006年10月7日 マツタケ（出典:「味と映画の歳時記」）
2. 2006年10月14日 サンマ（同上）
3. 2006年10月21日 マグロ（同上）
4. 2006年10月28日 エビ焼きそば（出典:「銀座日記」）
5. 2006年11月4日 カツレツ（出典:「散歩の時、何か食べたくなって…」）
6. 2006年11月11日 ドジョウ（出典:「剣客商売2」・辻斬り）
7. 2006年11月18日 特別編・池波の故郷浅草探訪（ABCのみで放送）
8. 2006年11月25日 天ぷら（出典:「男の作法」）
9. 2006年12月2日 アンコウ鍋
10. 2006年12月9日 ちゃんぽん・皿うどん（出典:「散歩の時、何か食べたくなって…」）
11. 2006年12月16日 特別編・池波文学の中でしか味わえない味特集（ABCのみで放送）
  - ウサギ汁（出典:「仕掛け人・藤枝梅安」）
  - ハマグリ飯（出典:「剣客商売2・辻斬り」）
  - フランスパン（出典:「昔の味」）
  - ジャガイモ料理（出典:「食卓の情景」）
12. 2006年12月23日 ウナギ（出典:「昔の味」）
13. 2006年12月30日 蕎麦（出典:「食卓の情景」）
14. 2007年1月6日 新春スペシャル（ゲスト・重金敦之=文芸ジャーナリスト。「食卓の情景」の「S記者」のモデルとされる人物）
15. 2007年1月13日 ハヤシライス
16. 2007年1月20日 豚カツ
17. 2007年1月27日 餃子
18. 2007年2月10日 シチュー
19. 2007年2月17日 天丼
20. 2007年2月24日 オムライス
21. 2007年3月3日 鯛茶漬け
22. 2007年3月10日 特別編・仕掛け人藤枝梅安が食した料理特集（ABCのみ）、オムレツ・オムライス（LFのみ）
23. 2007年3月17日 ラーメン（出典「散歩の時、何か食べたくなって…」）
24. 2007年3月24日 特別編「お酒の後の甘い一口」（菓子）（ABCのみ）
25. 2007年3月31日 牛鍋（出典「散歩の時、何か食べたくなって…」）

※第1・2回はニッポン放送・朝日放送とも同日放送（朝日放送はニッポン放送から1時間遅れ）だったが、2006年10月21日（第3回）は、朝日放送のみの裏送り放送で、日本シリーズ中継終了後のニュース・天気予報の後に放送された（21:55 - 22:25に放送）。それ以後、第6回までは朝日放送が1回早く放送され、ニッポン放送は1週遅れで放送されていたが、第7回は朝日放送のみで放送され、第8回からは元の同日放送に戻った。また第11回もLFが特別編成で休止となりABCのみの裏送りとなった（この放送分はLFでは12月27日の「松本ひでおのショウアップナイターネクスト」を短縮して19:00 - 19:30に振り替え放送された。）。

### 2007年度
- 第1回（2007年10月7日） 万年筆（出典:『男の作法』）／天麩羅
- 第2回（2007年10月21日） 不明（出典:『男の系譜』）／蕎麦
- 第3回（2007年11月4日） 不明（出典:不明）／不明
- 第4回（2007年11月11日） 不明（出典:不明）／大阪寿司
- 第5回（2007年11月18日） 書店（出典:『男のリズム』）／上海料理
- 第5回（2007年11月25日） 顔（出典:『男の作法』）／鰻
- 第6回（2007年12月2日） 不明（出典:不明）／不明

※第6回（2007年12月2日）放送分は夕方5:30～6:00に時間変更して放送された。
- 第7回（2007年12月9日） 年賀状（出典:『男の作法』）／寿司
- 第8回（2007年12月23日） 贈り物（出典:『男の作法』）／カキフライ
- 第9回（2007年12月30日） 不明（出典:不明）／不明
- 第10回（2008年1月6日） 日記（出典:『日曜日の万年筆』）／和食
- 第11回（2008年1月13日） 名刺（出典:『夜明けのブランデー』）／ビーフン
- 第12回（2008年1月20日） 大相撲（出典:『日曜日の万年筆』）／餃子
- 第13回（2008年1月27日） 犬猫ペット（出典:『日曜日の万年筆』）／カツレツ
- 第14回（2008年2月3日） 間取り図（出典:『作家の四季』）／どじょう料理
- 第15回（2008年2月10日） 睡眠（出典:『小説の散歩道』）／江戸前寿司
- 第16回（2008年2月17日） 手紙・ラブレター（出典:『男の作法』）／天麩羅
- 第17回（2008年3月2日） 恩師（出典:不明）／上海料理
- 第18回（2008年3月9日） 不明（出典:不明）／不明